# Esteban Ciaccheri
Esteban Ciaccheri (n. 20 mai 1991, Pilar⁠(d), Buenos Aires, Argentina) este un fotbalist argentinian care joacă în prezent ca atacant pentru Poli Timișoara, împrumutat de la club Rangers de Talca din Chile.